# Erzsébet Kocsis
Erzsébet Kocsis (n. 11 martie 1965, Győr, Ungaria) este o fostă handbalistă maghiară și actual director tehnic al Dunaújvárosi NKS. Ea a fost votată Cea mai bună handbalistă a anului 1995 de către Federația Internațională de Handbal.
Kocsis a jucat în 125 de meciuri pentru echipa națională a Ungariei, alături de care a câștigat medalia de bronz la Jocurile Olimpice de vară din 1996 și o medalie de argint la Campionatul Mondial din 1995. 
La nivel de club, Erzsébet Kocsis a obținut cu Dunaújváros toate cele trei titluri continentale majore. Primul în 1995, Cupa Cupelor EHF, patru ani mai târziu Cupa EHF, iar în 1999 Liga Campionilor EHF. Erzsébet Kocsis s-a retras din handbalul profesionist în 2000; totuși, după ce fosta ei echipă a pierdut o mare parte din jucătoare în urma problemelor financiare, ea s-a întors pe terenul de joc în 2009 și a ajutat Dunaújváros să evite retrogradarea.
Erzsébet Kocsis este căsătorită cu fostul handbalist Árpád Sári. Fiica lor, Barbara Sári, este și ea handbalistă profesionistă.

## Palmares

### Club
- Nemzeti Bajnokság I:
  -  Câștigătoare: 1998, 1999

- Cupa Ungariei:
  -  Câștigătoare: 1998, 1999

- Liga Campionilor EHF:
  -  Câștigătoare: 1999

- Cupa EHF:
  -  Câștigătoare: 1998

- Cupa Cupelor EHF:
  -  Câștigătoare: 1995

- Trofeul Campionilor EHF:
  -  Câștigătoare: 1999

### Echipa națională
- Jocurile Olimpice:
  -  Medalie de bronz: 1996

- Campionatul Mondial:
  -  Medalie de argint: 1995

## Premii
- Cel mai bun marcator din Nemzeti Bajnokság I: 1993
- Cel mai bun handbalist al anului din Ungaria: 1992, 1994
- Cel mai bun handbalist al anului-IHF: 1995